# 碘量法
碘量法或称碘量滴定法是一种分析化学中常用到的滴定方法，同时也是一种氧化还原滴定的方法，碘量法中，通过碘单质的生成或者反应完全作为滴定终点的现象。
碘量法分为间接碘量法和直接碘量法，间接碘量法通过与被分析物反应释放出的碘滴定，而直接碘量法使用碘单质滴定

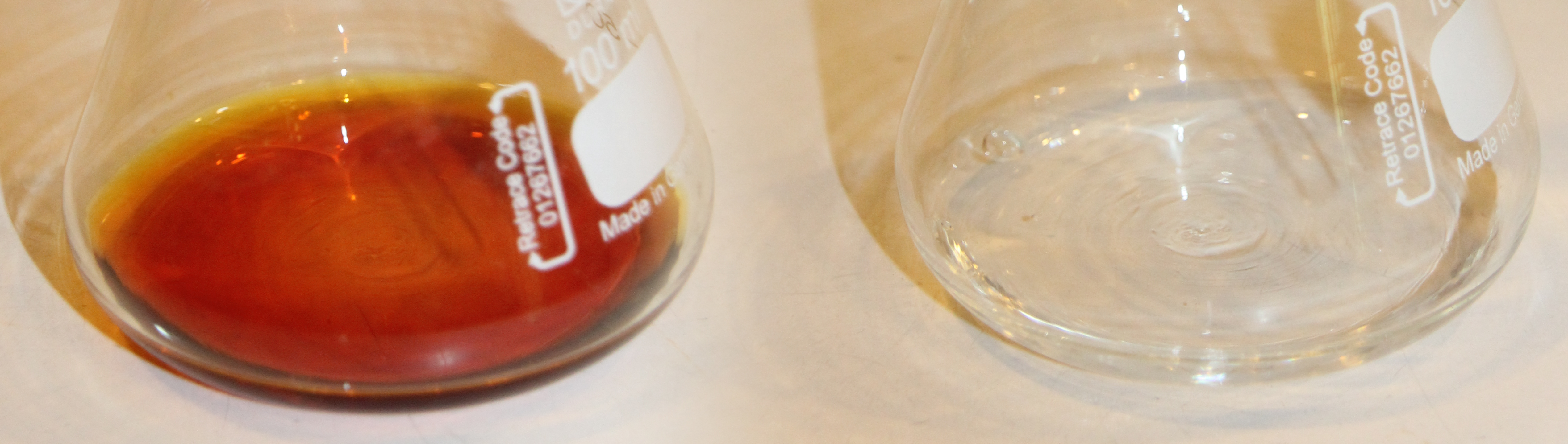
滴定终点前后溶液的颜色

## 基本原理

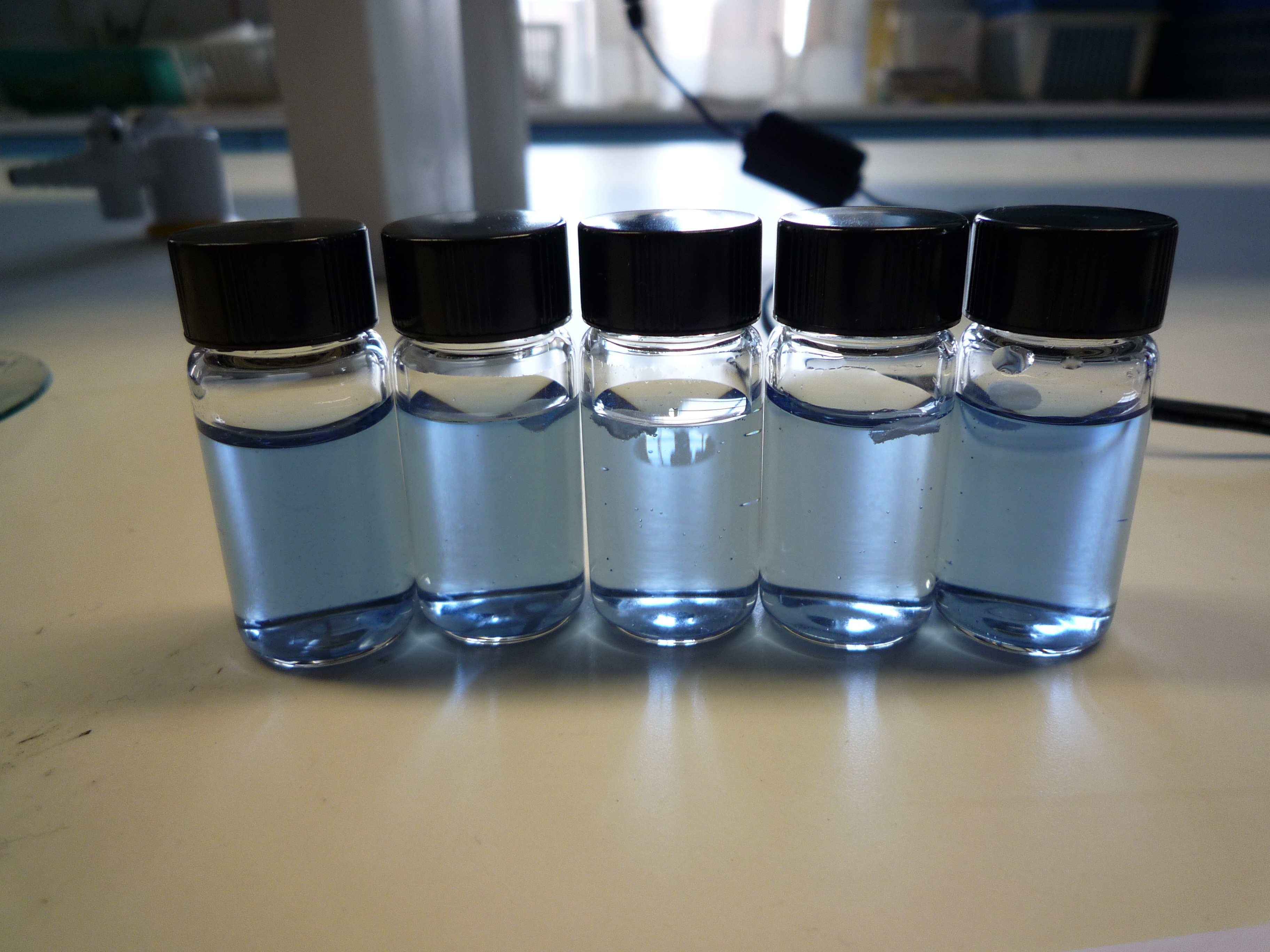
碘-澱粉複合物的稀溶液。碘滴定時加入澱粉可以令終點更明顯（深藍色→無色）。此顏色可見於到達終點的前一刻。

碘量法经常被用来测定水溶液中氧化剂的浓度，比如生态研究中的测定溶解氧含量或者例如游泳池中活性氯的浓度。
首先需要知道样品溶液的体积，再加入过量且量已知的碘化物溶液，样品中的氧化剂将碘离子氧化为碘单质，碘单质溶于含碘化物的溶液生成I−
3，溶液最终变为深褐色。
之后，含I−
3的溶液用标准硫代硫酸钠溶液滴定，并且以淀粉为指示剂，以此计算出之前生成的I−
3的量，间接地计算出之前的氧化剂的量。
I−
3具有一定的氧化性：
I3- + 2 e- ⇌ 3 I- (Eo = + 0.5355 V)
同时硫代硫酸钠具有较低的电极电势：
S4O62- + 2 e- ⇌ 2 S2O32- (Eo = + 0.08 V)
并组成了最终的总反应：
I3- + 2 S2O32- → S4O62- + 3 I- (Eo = + 0.4555 V)
为了方便起见，在水溶液中，一般写作I
2而不是I−
3。
当溶液深蓝色消失时，意味着碘单质已被完全反应， 即到达了滴定终点。
当然，用来滴定碘含量的还原剂并不一定选用硫代硫酸钠，我们也可以选择氯化亚锡、砷(III)、锑(III)。
值得注意的是，在強酸環境时，会发生如下的副反应：
S2O32− + 2 H+ → SO2 + S + H2O
在強鹼環境時，會發生如下的副反應：
S2O32− + 4 I2 + 10 OH− →  2 SO42− + 8 I- + 5 H2O
有些反应在特定的pH值范围内是可逆的，因此在滴定之前应当调整样品溶液至合适的pH值。例如，如下反应，在pH<4时为可逆反应：
H3AsO3 + I2 + H2O → H3AsO4 + 2 H+ + 2 I-
碘单质的易挥发性容易引起滴定的误差，这可以通过确保加入的碘化物是过量来有效避免，同时，降低溶液的温度也是减小挥发造成的误差的有效方法。强光、亚硝酸盐、铜离子会催化碘化物氧化为碘单质，所以在加入碘化物之前，应当除去样品中的亚硝酸盐和铜离子。

## 应用
碘量法在容量分析法中应用十分广泛，例如测定铜离子、氯酸盐、过氧化氢和水中溶解氧的含量：
2 Cu2+ + 4I- → 2 CuI + I2
6 H+ + ClO3- + 6 I- → 3 I2 + Cl- + 3 H2O
2 H+ + H2O2 + 2 I- → I2 + 2 H2O
2 H2O + 4 Mn(OH)2 + O2 → 4 Mn(OH)3
2 Mn3+ + 2 I- → I2 + 2 Mn2+

### 测定亚硫酸盐及亚硫酸氢盐
在酸性介质中，亚硫酸根或亚硫酸氢根能将碘单质还原为碘离子。因此，将过量的碘标准溶液加入已知体积的样品中，亚硫酸根或亚硫酸氢根会与碘离子发生定量反应：
SO32- + I2 + H2O → SO42- + 2 H+ + 2 I-
HSO3- + I2 + H2O → SO42- + 3 H+ + 2 I-

### 测定铁氰化钾
当碘离子被加入铁氰化钾溶液时，溶液中存在以下反应平衡：
2 [Fe(CN)6]3- + 2 I- ⇌ 2 [Fe(CN)6]4- + I2
在强酸性条件下，该反应会向正方向进行，但在中性条件下会变为可逆反应，但在强酸性条件下，硫代硫酸钠会分解。因此，为促进反应的进行，在溶液中加入过量的锌盐，锌离子会与亚铁氰根发生定量的反应并生成沉淀，促进反应的进行：
2 [Fe(CN)6]3- + 2 I- + 2 K+ + 2 Zn2+ → 2 KZn[Fe(CN)6] + I2
这样可以避免使用强酸性环境，有效的避开了硫代硫酸盐在强酸性下分解的问题，也使得铁氰化钾可以用碘量法进行测量。